# Jens Eriksen
Jens Dyrløv Eriksen (Copenaghen, 30 dicembre 1969) è un ex giocatore di badminton danese.

## Palmarès

### Olimpiadi
- 1 medaglia:
  - 1 bronzo (Atene 2004 nel doppio misto)

### Europei a squadre
- 2 medaglie:
  - 2 ori (Thessalonica 2006; Almere 2008)